# Šávoľ
Šávoľ (em húngaro: Füleksávoly) é um município da Eslováquia, situado no distrito de Lučenec, na região de Banská Bystrica. Tem 10,86 km² de área e sua população em 2018 foi estimada em 541 habitantes.

## Demografia
| Ano:        | 1994 | 2004   | 2014   | 2024   |
| ----------- | ---- | ------ | ------ | ------ |
| Broj ljudi: | 554  | 582    | 561    | 596    |
| Razlika:    |      | +5,05% | -3,60% | +6,23% |

| Ano:               | 2023 | 2024   |
| ------------------ | ---- | ------ |
| Número de pessoas: | 592  | 596    |
| Diferença:         |      | +0,67% |